# Лонгфорд – Гобарт
Лонгфорд – Гобарт – газопровід на південному сході Австралії, за допомогою якого блакитне паливо подали на острів Тасманія. Офіційно відомий як Tasmanian Gas Pipeline (TGP).
Трубопровід спорудили в 2002-му та ввели в дію у 2003 році. Він починається від газопереробного заводу Лонгфорд та складається з двох основних ділянок:
- від Лонгфорд до Белл-Бей діаметром 350 мм та загальною довжиною 342 кілометра, з яких 301 кілометр припадає на офшорну ділянку через Бассову протоку;
- від Белл-Бей до Гобарту діаметром 200 мм та довжиною 207 кілометрів.
Роботи зі спорудження офшорної частини, що пролягає на глибинах до 77 метрів, виконало трубоукладальне судно «Lorelay». 
Переходи через прибережні ділянки виконали за допомогою методу спрямованого горизонтального буріння. У штаті Вікторія тунель має довжину 1,08 кілометра та виходить в район з глибиною моря 10 метрів, тоді як довжина тасманійського тунелю становить 0,86 кілометра, а початок знаходиться в районі з глибиною моря 10,5 метра.
Робочий тиск трубопроводу на ошфорній ділянці досягає 15 МПа, а пропускна здатність становить 3,4 млн м3 на добу.
У Белл-Бей великими споживачами протранспортованого ресурсу є чи були ТЕС Тамар-Воллей, ТЕС Белл-Бей та алюмінієвий комбінат. Також ресурс передається до трубопроводу Лонгфорд-Гобарт – Порт-Латта.